# Гидроортофосфат олова(II)
Гидроортофосфа́т о́лова(II) — неорганическое соединение,
кислая соль олова и ортофосфорной кислоты 
с формулой SnHPO4,
бесцветные кристаллы,
не растворяется в воде,
образует кристаллогидрат.

## Физические свойства
Гидроортофосфат олова(II) образует бесцветные кристаллы моноклинной сингонии, пространственная группа P 21/c, параметры ячейки a = 0,4596 нм, b = 1,3625 нм, c = 0,5824 нм, β = 98,80°, Z = 4

.
Не растворяется в воде.
Образует кристаллогидрат состава SnHPO4·½H2O.

## Химические свойства
- Разлагается при нагревании с образованием пирофосфата олова(II):

{\displaystyle {\mathsf {2SnHPO_{4}\ {\xrightarrow {T}}\ Sn_{2}P_{2}O_{7}+H_{2}O}}}